# Clémence Guetté
Clémence Guetté (nacida el 15 de marzo de 1991) es una política francesa de la Francia Insumisa. Fue elegida miembro de la Asamblea Nacional en el segundo distrito electoral de Val-de-Marne en las elecciones legislativas francesas de 2022.
Fue la coordinadora del programa político de Jean-Luc Mélenchon en las elecciones presidenciales de 2022. En el proceso, fue elegida diputada en la segunda circunscripción de Val-de-Marne durante las elecciones legislativas de 2022, a partir de la segunda vuelta. Fue reelegida en 2024, esta vez en primera vuelta, también en la segunda circunscripción de Val-de-Marne, tras la disolución de la Asamblea Nacional por el presidente Emmanuel Macron.
Desde 2023 es, junto con Jean-Luc Mélenchon, copresidenta del laboratorio de ideas de la Francia Insumisa, Institut La Boétie.

## Biografía

### Primeros años
Clémence Guetté es originaria de Bressuire, en Deux-Sèvres, de madre profesora de inglés y padre encargado del hogar, y vivió en La Forêt-sur-Sèvre. Tiene un hermano.
Después de un bachillerato, obtuvo una licenciatura en literatura en la Universidad de Poitiers, donde reside parte de su familia, y luego una maestría en sociología política en Sciences Po Paris.
También pasó un año en Agro ParisTech para formarse en políticas medioambientales. Estudiante becada, realizaba trabajos ocasionales paralelamente a sus estudios para satisfacer sus necesidades económicas.

### Carrera política
Durante sus estudios, fue brevemente miembro de la Unión Nacional de Estudiantes de Francia (UNEF), que abandonó por considerar que la organización era demasiado cercana al Partido Socialista. Allí se codeó con los estudiantes Aurélien Taché, Stéphane Séjourné, Guillaume Chiche y Pierre Person, futuros diputados implicados en el partido La République en marche en 2016.
En 2010, Clémence Guette se unió al Partido de Izquierda, grupo político fundado por Jean-Luc Mélenchon y participó así en las elecciones presidenciales francesas de 2012 como militante. En 2016, se unió al nuevo partido creado por Jean-Luc Mélenchon, La Francia Insumisa (LFI) y participó en las elecciones presidenciales francesas de 2017 y en las elecciones legislativas que le siguieron. LFI la contrató para trabajar a tiempo completo en su programa político, especialmente con Charlotte Girard. Tras la salida de esta última en 2019, Clémence Guetté ocupa su lugar como coordinadora del programa Futuro en Común en la campaña Unión Popular vinculada a la candidatura de Jean-Luc Mélenchon en 2022. Al mismo tiempo, se desempeña como secretaria general del grupo parlamentario de Francia Insumisa.
Clémence Guette se convierte en candidata por primera vez en las elecciones regionales de 2021. Encabezando la lista de Francia Insumisa en Nouvelle-Aquitaine, contó con el apoyo de una parte del Partido Comunista Francés y del Nuevo Partido Anticapitalista. Su candidatura obtuvo el 5,67% de los votos.